# Anne Dorthe Tanderup
Anne Dorthe Tanderup (Aarhus, 24 aprile 1972) è un'ex pallamanista danese.

## Palmarès

### Olimpiadi
- 1 medaglia:
  - 1 oro (Atlanta 1996)

### Mondiali
- 3 medaglie:
  - 1 oro (Germania 1997)
  - 1 argento (Norvegia 1993)
  - 1 bronzo (Austria/Ungheria 1995)

### Europei
- 2 medaglie:
  - 2 ori (Germania 1994; Danimarca 1996)